# Publish What You Pay
Publish What You Pay (PWYP; en español: Publiquen lo que Pagan) es un grupo de organizaciones de la sociedad civil que aboga por la transparencia financiera en las industrias extractivas. Publish What You Pay es una organización benéfica registrada en Inglaterra y Gales (Número de organización benéfica registrada 1170959), y opera en todo el mundo.
El grupo quiere que las empresas declaren la cantidad de dinero que se paga a los gobiernos por los derechos de extracción de petróleo, gas y otros recursos naturales.[cita requerida]
En 2009 se publicó un informe sobre los orígenes y avances de PWYP entre 2002 y 2007. Titulado Publishing What We Learned, fue escrito por Mabel van Oranje, ex del Open Society Institute, y Henry Parham, ex Coordinador Internacional de PWYP. Está disponible gratuitamente en inglés, francés y ruso.
En 2016, PWYP publicó un informe junto con CIVICUS sobre la reacción violenta que enfrentan los activistas de recursos naturales. El informe fue elaborado por Asmara Klein, de PWYP, e Inés M. Pousadela, de CIVICUS.